# ГЕС James B Black
ГЕС James B Black — гідроелектростанція у штаті Каліфорнія (Сполучені Штати Америки). Знаходячись перед ГЕС Піт 6, становить бічну гілку гідровузла у сточищі річки Піт, яка перетинає південну частину Каскадних гір та впадає ліворуч до Сакраменто (закінчується в затоці Сан-Франциско).
Збір ресурсу для роботи станції починається у водосховищі McCloud, створеному на правій притоці Піт (в зв'язку зі спорудженням на Сакраменто греблі Шаста тепер впадає безпосередньо у водосховище Шаста). Для цього звели земляну/кам'яно-накидну греблю висотою 73 метри та довжиною 192 метри, яка утримує водойму з площею поверхні 2,1 км2 та об'ємом 43,4 млн м3. З цього сховища ресурс подається на південний схід по тунелю діаметром 5,2 метра та довжиною 11,6 км (розділений на дві частини водоводом довжиною 172 метри, за допомогою якого облаштовано перехід через Hawkins Creek — невелику ліву притоку McCloud).
Тунель виводить в долину Айрон-Каньйон-Крік (ще одна права притока Піт), де зведена земляна гребля висотою 65 метрів та довжиною 344 метри, яка утримує водсховище з площею поверхні 2 км2 та об'ємом 29,9 млн м3. Із цього резервуару по лівобережжю Айрон-Каньйон-Крік прокладений тунель довжиною 4,7 км з діаметром 5,5 метра, що прямує до облаштованого на березі Піт машинного залу. Цей відтинок дериваційної траси також включає водовід довжиною 364 метри з діаметром 3,5 метра для переходу долини струмка Уіллоу-Спрінг-Крік (ліва притока Айрон-Каньйон-Крік), а на завершальному етапі тунель переходить у напірний водовід довжиною 1,7 км з діаметром 3,5 метра.
Основне обладнання станції становлять дві турбіни типу Пелтон загальною потужністю 172 МВт, які використовують напір у 374 метри та забезпечують виробництво 656 млн кВт-год електроенергії.
Видача продукції відбувається по ЛЕП, розрахованій на роботу під напругою 230 кВ.